# Quán chúng lá nhọn
Cyrtomium hookerianum là một loài thực vật có mạch trong họ Dryopteridaceae. Loài này được (C. Presl) C. Chr. miêu tả khoa học đầu tiên năm 1913.